# Otto Stamfort
Otto Stamfort (* 26. November 1901 in Stemmen; † 14. April 1981 in Kyritz) war ein deutscher Pädagoge und Hochschullehrer. Als verfolgter Jude emigrierte er 1933 nach Frankreich. Nach dem Ende des Zweiten Weltkriegs wurde er Studienrat in Ludwigshafen und gehörte für einige Zeit zu den Lehrern von Helmut Kohl. 1948 übersiedelte er in die Sowjetische Besatzungszone, wo er zunächst im Ministerium für Volksbildung des Landes Thüringen arbeitete und dann an die Friedrich-Schiller-Universität Jena berufen wurde.

## Leben
Otto Stamforts Eltern, der jüdische Kaufmann Bernhard Stamfort (* 9. März 1865 in Stemmen – † 27. Januar 1943) und seine Frau Ida geb. Uhlmann  (* 19. Februar 1868 in Bad Driburg – † 23. November 1942) wurden am 23. Juli 1942 von Hannover aus in das Ghetto Theresienstadt deportiert und fanden dort den Tod.
Zur Familie gehörten neben Otto noch weitere Geschwister: Bruder Paul (* 1904), ein gelernter Schriftsetzer und Mitglied im Internationalen Sozialistischen Kampfbund (I.S.K.), emigrierte 1934 nach Italien und von hier aus 1936 über die Schweiz nach Frankreich. Hier wurde er im April 1938 zusammen mit Willi Eichler verhaftet. Die beiden wurden der Sabotage der französischen nationalen Verteidigung beschuldigt und sollten ausgewiesen werden. 1939 konnte Paul Stamfort nach England ausreisen, wo er von 1939 bis 1941 interniert wurde. Anschließend diente er bis 1947 als Übersetzer in der British Army und bei der Alliierten Kontrollkommission im besetzten Deutschland. Mit der Einbürgerung änderte er 1946 seinen Namen und nannte sich fortan Peter Henry Stamford. Pauls Zwillingsbruder Arthur, ein Kaufmann, emigrierte mit seiner aus Leipzig stammenden Frau Charlotte ebenfalls nach Frankreich und überstand dort die Zeit der deutschen Besatzung. Die beiden verheirateten Schwestern, Hilde Löwenstein geb. Stamfort (* 1903) und Käthe Sundheimer geb. Stamfort (* 1907) wurden 1941 aus Borgholz bei Höxter bzw. aus Hannover mit ihren Familien nach Riga deportiert und nach Ende des Krieges für tot erklärt.
Otto Stamfort legte im niedersächsischen Rinteln 1922 das Abitur ab. Anschließend studierte er in Würzburg und Göttingen Mathematik und Physik, unter anderem bei Richard Courant, Max Born und Leonard Nelson. Nach dem Staatsexamen zum Lehramt unterrichtete Stamfort ab 1927 Mathematik und Physik an Oberschulen in Göttingen, Hannover-Linden und Aurich. 1931 wurde er an der Hochschule Braunschweig mit der Schrift „Die philosophischen und pädagogischen Grundansichten Erhard Weigels“ zum Dr. phil. promoviert.
Ende März 1933 wurde Stamfort aufgrund des Gesetzes zur Wiederherstellung des Berufsbeamtentums fristlos aus dem Staatsdienst entlassen. Er emigrierte umgehend nach Frankreich, um der Verhaftung durch die Gestapo zu entgehen. In Paris schloss sich Stamfort anderen Emigranten an. Ab 1935 absolvierte er in Paris eine Ausbildung zum Feinmechaniker und arbeitete danach als Hilfsschlosser bei der Eisenbahn und in der Materialausgabe einer Fabrik. Im November 1940 wurde er zum Dienst in einer französischen Arbeitskompanie verpflichtet, deren Angehörige später an die Deutschen ausgeliefert wurden. Stamfort gelang Anfang 1943 die Flucht und lebte bis zur Befreiung Frankreichs 1944 unter falschem Namen im Untergrund.
1936 heiratete er in Paris Hilde Ahrens (eigentlich Ahron,  geb. 20. Juli 1910 in Hannover). Sie arbeitete in Marseille als Übersetzerin im Büro des von Noel Field geleiteten Unitarian Service Committees und in Toulouse auch im Büro von Hertha Jurr-Tempi (geborene Sommerfeld, 1907–198?), der früheren Sekretärin von Willi Münzenberg. Nach eigenen Angaben und durch eine Bestätigung offizieller französischer Stellen belegt war sie geheimdienstlich im Interesse der französischen Republik tätig.
Otto Stamfort arbeitete noch während der Besatzung Frankreichs im Komitee Freies Deutschland (CALPO) mit und wurde nach dessen offizieller Anerkennung als Bewegung des französischen Widerstandes durch das Französische Komitee für die Nationale Befreiung im September 1944 in Toulouse Mitglied in dessen Präsidium. Nebenher unterrichtete er als Nachhilfelehrer.
Im Jahre 1946 kehrte Stamfort mit seiner Frau Hilde nach Deutschland zurück. Er wurde Studienrat in Ludwigshafen. Daneben initiierte er in der Französischen Besatzungszone die Freie Deutsche Jugend (FDJ) und war ab 1947 ihr Landesleiter in Rheinland-Pfalz. Hilde Stamfort war in Frankreich der KPD beigetreten und gehörte nun dem örtlichen Bezirksvorstand an. Helmut Kohl, der zu dieser Zeit Stamforts Schüler war, erinnert sich wohlwollend über seinen Mathematiklehrer.

„Eine der seltsamsten Erfahrungen meines Lebens ist, dass in dieser Nachkriegszeit, in der alles wie umgestülpt schien, eines Tages in unserem Gymnasium ein neuer Lehrer auftauchte, der großen Eindruck auf mich machte: Dr. Otto Stamfort, Jude und Kommunist, Mathematiker und Physiker. Er wohnte von 1946, als er aus dem Exil nach Deutschland kam, bis 1948, als er in die Sowjetische Besatzungszone übersiedelte, nur hundert Meter entfernt von meinem Elternhaus, neben dem langen Garten. Ich besuchte meinen Mathelehrer, den überzeugten Marxisten, wöchentlich in seiner Wohnung, um mit ihm und einem kleinen Kreis von anderen Schülern über Politik und Philosophie zu diskutieren — parallel zu meinen Besuchen bei Finck im Pfarrhaus. Bei Stamfort lernte ich übrigens Max Reimann kennen, den Vorsitzenden der KPD.“

Im Mai 1948 wurde Otto Stamfort in Weimar Oberreferent im Ministerium für Volksbildung des Landes Thüringen und ab 1949 Leiter der Schulabteilung. Nach einem halben Jahr an der Landesparteischule der SED in Bad Blankenburg kehrte er nicht mehr ins Ministerium zurück. Ab dem 15. Januar 1951 begann er eine Tätigkeit als Dozent und Studiendirektor für Mathematik und Physik an der Arbeiter-und-Bauern-Fakultät (ABF) der Friedrich-Schiller-Universität Jena.
1955 wechselte er in den Senat der Universität Jena als Prorektor für Studienangelegenheiten. Mit Verschärfung der staatlichen Kontrolle der Universitäten nach dem Ungarn-Aufstand 1956 ließ sich Otto Stamfort als GI (Geheimer Informator) anwerben und berichtete ab 1957 der Staatssicherheit unter dem Decknamen „Akademie“.
1959 schied Stamfort auf eigenen Wunsch aus dem Senat aus, um sich mehr der Lehre im Fach „Methodik des Mathematikunterrichts“ zu widmen, 1961 übernahm er das Amt des geschäftsführenden Direktors der Abteilung für Unterrichtsmethodik am Institut für Pädagogik. 1967 wurde er emeritiert, übernahm aber noch bis 1977 Lehrverpflichtungen, insbesondere zur Geschichte der Mathematik und Philosophie. In seiner Zeit an der FSU Jena lag sein vorrangiges Interesse in der Qualitätsverbesserung und Praxisorientierung bei der Ausbildung von Lehrkräften. Er setzte sich nebenbei für die Einrichtung der Mathematik-Olympiaden an Schulen ein.
Stamfort wurde nach seinem Tod auf dem Nordfriedhof in Jena beigesetzt. Seine Witwe, Hilde Stamfort, übersiedelte danach zu der in Leipzig lebenden Adoptivtochter.

## Ehrungen und Würdigungen
Otto Stamfort wurde nach Übersiedlung in die SBZ Mitglied der SED und der Gesellschaft für Deutsch-Sowjetische Freundschaft. Ab 1954 trug er den Titel „Verdienter Lehrer des Volkes“. Er und seine Frau Hilde wurden mit der Medaille „Kämpfer gegen den Faschismus“ ausgezeichnet, was mit einer „Ehrenpension“ im Rentenalter verbunden war. Otto Stamfort erhielt den Vaterländischen Verdienstorden und zahlreiche weitere Auszeichnungen der DDR. Im Neuen Deutschland waren immer wieder Glückwünsche des Zentralkomitees der SED zu runden Geburtstagen zu finden. Am 26. November 1976 wurde er von der Universität Jena zum Ehrensenator ernannt.
Im Rückblick sind die zur DDR-Zeit verliehenen Auszeichnungen überwiegend Anerkennungen für Linietreue und erfüllte Erwartungen des SED-Staates. Dissidente ehemalige Studenten sehen in der Zusammenarbeit Stamforts mit der Staatssicherheit einen Vertrauensbruch, auch wenn er in Konflikten eher als mäßigend wahrgenommen wurde. Zudem wird auf ideologisch geprägte Statements verwiesen. So soll Otto Stamfort auf einer Gedenkveranstaltung in der Aula der Universität Jena im Jahre 1963 anlässlich des 20. Jahrestages der Ermordung der Geschwister Scholl gesagt haben, „das Vermächtnis des Geschwisterpaares sei in der DDR erfüllt“.

## Veröffentlichungen
- Die philosophischen und pädagogischen Grundansichten Erhard Weigels, Dissertation, Wettig Verlag, Gelnhausen, 1931.
- Staatsbürgerliche und weltanschauliche Bildung und Erziehung durch den Mathematikunterricht, Mathematisch-Naturwissenschaftliche Reihe der Fakultät für Mathematik und Informatik, Abteilung Didaktik des Mathematik- und Informatikunterrichts, der Friedrich-Schiller-Universität Jena, Jg. 16 (1967), Heft 1, S. 425–432.